# Republica Orange
      Republica Sud-Africană/Transvaal
     Statul Liber Orange
     Colonia Capului britanică
     Natal

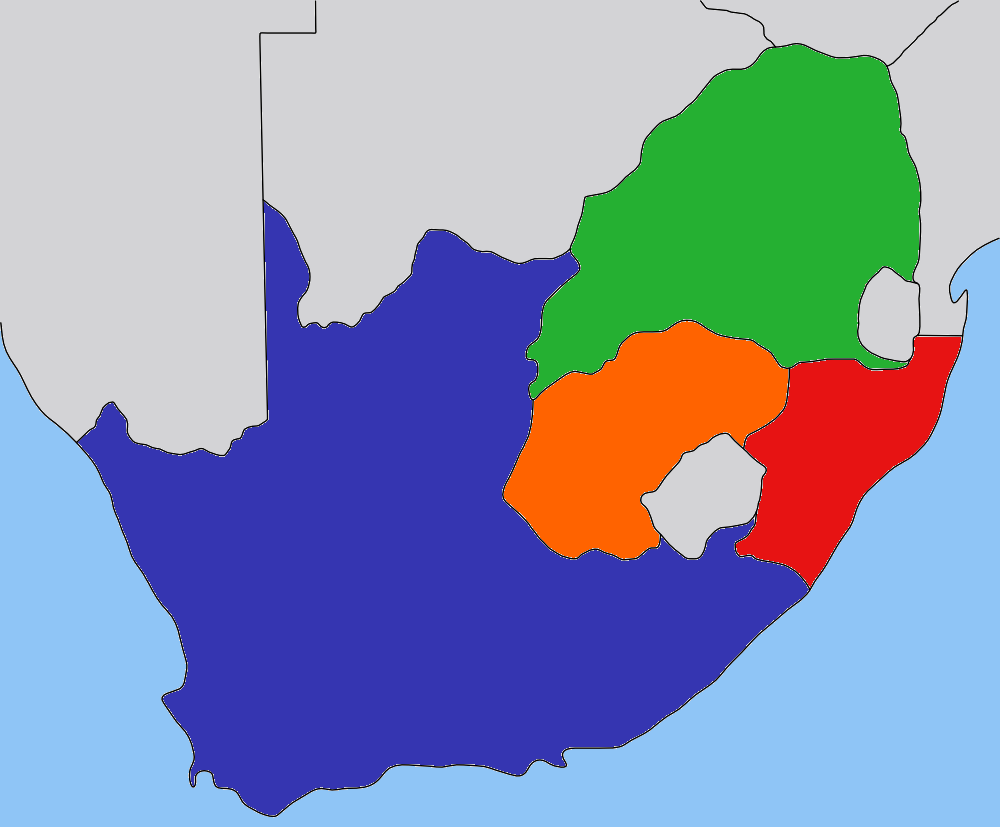
Geografia regiunii:
Republica Sud-Africană/Transvaal
Statul Liber Orange
Colonia Capului britanică
Natal

Republica Orange sau Statul Liber Orange (neerlandeză: Oranje-Vrijstaat, engleză: Orange Free State) a fost o republică independentă bură în sudul Africii în perioada 1854–1902. A intrat în conflict cu Republica Transvaal și cu imperiul britanic după descoperirea diamantelor de-a lungul râurilor Orange și Vaal. A fost anexată de imperiu, devenind colonie britanică. În prezent este provincia Free State din Africa de Sud.